# Nationalisme tripura
Le nationalisme tripura est une idéologie politique qui soutient l'autodétermination du peuple tripura.
La question de sa légimité donna lieu à un certain nombre de soulèvements armés et d'insurrections dans l'état du Tripura. Il y a eu une rébellion en 1950, et des conflits armés continuent d'éclater entre les années 1980 et 2000. Depuis 1989, la rébellion armée est principalement dirigée par le Front national de libération du Tripura (NLFT) et la All Tripura Tiger Force (ATTF),.
Le NLFT est classé par le National Memorial Institute for the Prevention of Terrorism comme l'un des dix groupes terroristes les plus actifs au monde, et a été accusé d'avoir forcé des gens à se convertir au christianisme,. 
L'activité militante culmine en 2000, avec 514 décès liés au terrorisme cette année-là. Depuis 2012, le soulèvement a été largement maîtrisé par les autorités grâce à des mesures de sécurité et à des redditions négociées.